# Relações entre Arábia Saudita e Iraque
As relações entre Arábia Saudita e Iraque são as relações entre o Reino da Arábia Saudita e a República do Iraque. Ambos são vizinhos, com uma extensão de 814 km na fronteira entre os dois países.

## História
As relações entre sauditas e iraquianos têm sido influenciadas, principalmente, pela situação política instável do Irã. Antes de 1979, os sauditas desconfiavam do presidente  Saddam Hussein, por acreditar que o líder iraquiano dava suporte aos movimentos hostis aos interesses sauditas.
A Revolução Iraniana de 1979 mudou dramaticamente essa relação. A ascensão do Ayatollah Ruhollah Khomeini ao poder e o decreto iraniano da revolução islâmica incitaram o medo entre os iraquianos e os sauditas, empurrando-os para uma maior cooperação. Esta cooperação continuou durante a Guerra Irã-Iraque, quando, embora técnicamente neutra, a Arábia Saudita forneceu ao Iraque ajuda financeira e segurança energética, até mesmo permitindo que os iraquianos construíssem um oleoduto em toda a Arábia Saudita para evitar ataques iranianos contra os navios que transportavam suas exportações de petróleo.
No entanto, a Invasão do Kuwait, em 1990, prejudicou as relações iraquiano-sauditas. Havia a preocupação do Exército Iraquiano cruzar a fronteira do norte da Arábia Saudita, o que eles eventualmente fizeram, antes de serem repelidos. Os sauditas fecharam a embaixada de Bagdá, cortaram os laços diplomáticos e fecharam a fronteira com o Iraque. Desde então, apenas os peregrinos religiosos iraquianos foram autorizados a atravessar uma vez por ano, durante a peregrinação Hajj.
A Arábia Saudita continuou a se opor à invasão do Iraque pelos Estados Unidos, em 2003, por preocupações de que isto beneficiaria o Irã e representaria uma futura ameaça para a estabilidade e a segurança regional.

### Atualidades
Após 22 anos sem laços diplomáticos, a Arábia Saudita nomeou, em 2012, um embaixador para o Iraque pela primeira vez desde a invasão do Kuwait e a subseqüente Guerra do Golfo, em 1990.